# Olszyca
Olszyca [pronunciación en polaco: /ɔlˈʂɨt͡sa/] (en alemán: Altmühl) es un pueblo en el distrito administrativo de Gmina Nowogard, dentro del condado de Goleniów, Voivodato de Pomerania Occidental, en el noroeste de Polonia. Se encuentra a unos 8 kilómetros al noroeste de Nowogard, a 24 kilómetros al noreste de Goleniów, y a 45 kilómetros al noreste de la capital regional Szczecin.